# 간에이
간에이(寛永, かんえい)는 일본의 연호(元号) 중 하나이다.
- 전후 : 겐나(元和) 이후 - 쇼호(正保) 이전.
- 시기 : 1624년 ~ 1643년
- 천황 : 고미즈노오 천황, 메이쇼 천황, 고코묘 천황
- 쇼군 : 에도 막부의 도쿠가와 이에미쓰

## 개원(改元)
- 겐나 10년 2월 30일(1624년 4월 17일), 갑자혁령에 해당해 개원.
  - 도쿠가와 이에미쓰의 쇼군 임명에 맞춰 개원을 한 것이라는, 에도 막부의 의향에 따른 개원이란 설도 있다.
- 간에이 21년 12월 16일(1645년 1월 13일), 쇼호로 개원된다.

## 출전
『모시주씨주(毛詩朱氏注)』의 「寛広、永長」.

## 간에이 시기에 일어난 일
- 6년
  - 시엔 사건. 에도 시대 초기, 막부의 조정에 대한 압박과 통제를 보여주는 조정・막부간 대립 사건
- 12년
  - 야나가와잇켄 사건, 조선・일본간 국서의 위조를 둘러싼 대립 사건
- 14년
  - 시마바라의 난
- 17년 부터
  - 간에이 대기근

## 서력과의 대조표
| 간에이 | 원년   | 2년    | 3년    | 4년    | 5년    | 6년    | 7년    | 8년    | 9년    | 10년   | 11년   | 12년   | 13년   | 14년   | 15년   |
| 서력   | 1624년 | 1625년 | 1626년 | 1627년 | 1628년 | 1629년 | 1630년 | 1631년 | 1632년 | 1633년 | 1634년 | 1635년 | 1636년 | 1637년 | 1638년 |
| 간지   | 갑자   | 을축   | 병인   | 정묘   | 무진   | 기사   | 경오   | 신미   | 임신   | 계유   | 갑술   | 을해   | 병자   | 정축   | 무인   |

| 간에이 | 16년   | 17년   | 18년   | 19년   | 20년   | 21년   |
| 서력   | 1639년 | 1640년 | 1641년 | 1642년 | 1643년 | 1644년 |
| 간지   | 기묘   | 경진   | 신사   | 임오   | 계미   | 갑신   |

## 같이 보기
- 일본의 연호 일람
- 간에이쓰호

| 이전 겐나 | 일본의 연호 1624년 ~ 1644년 | 다음 쇼호 |